# Rodrigo Bentancur
Rodrigo Bentancur Colmán (Nueva Helvecia, 1997. június 5.) uruguayi válogatott labdarúgó, a Tottenham Hotspur játékosa.

## Pályafutása
2015. április 22-én debütált a Nueva Chicago ellen Pablo Pérez cseréjeként a 77. percben a Boca Juniors színeiben. 2016 nyarán az argentin klub 6.5 millió euróért megvette a Juventustól Carlos Tévezt, de ezt a pénzt nem látták, mivel 3.5 millióért két évre kölcsönadták Guido Vadalát, továbbá fejenként egy millióért három középpályás elővásárlási jogát szerezték meg Bentancurét, Franco Cristaldóé és Adrián Cubasét.  Mindhárman a 2017–18-as szezonban csatlakozhatnak majd az olaszokhoz, ha a torinóiak érvényesítik vásárlási jogukat. 2017. április 4-én a Juventus hivatalos oldalán jelentette be, hogy a 19 esztendős Bentancur átment az orvosi vizsgálatokon, így hamarosan aláírhat a torinói klubhoz.
2017-ben mutatkozott be az uruguayi U20-as labdarúgó-válogatottban a 2017-es Dél-amerikai U20-as labdarúgó-bajnokságon. Első mérkőzése a Venezuelai U20-as válogatott ellen volt, amely 0–0-s végeredménnyel zárult. A válogatottal megnyerték a tornát.

## Statisztika

### Klub
2020. március 8. szerint
| Klub               | Szezon             | Bajnokság | Bajnokság | Kupa | Kupa | Nemzetközi | Nemzetközi | Egyéb | Egyéb | Összes | Összes |
| Klub               | Szezon             | M.        | G.        | M.   | G.   | M.         | G.         | M.    | G.    | M.     | G.     |
| ------------------ | ------------------ | --------- | --------- | ---- | ---- | ---------- | ---------- | ----- | ----- | ------ | ------ |
| Boca Juniors       | 2014-15            | 18        | 0         | 6    | 0    | 1          | 0          | 0     | 0     | 25     | 0      |
| Boca Juniors       | 2015-16            | 11        | 1         | 3    | 0    | 5          | 0          | 0     | 0     | 19     | 1      |
| Boca Juniors       | 2016–17            | 22        | 0         | 0    | 0    | 0          | 0          | 0     | 0     | 22     | 0      |
| Boca Juniors       | Összesen           | 51        | 1         | 9    | 0    | 6          | 0          | 0     | 0     | 66     | 1      |
| Juventus           | 2017–18            | 20        | 0         | 2    | 0    | 5          | 0          | 0     | 0     | 27     | 0      |
| Juventus           | 2018–19            | 31        | 2         | 1    | 0    | 7          | 0          | 1     | 0     | 40     | 2      |
| Juventus           | 2019–20            | 19        | 0         | 3    | 1    | 6          | 0          | 1     | 0     | 29     | 1      |
| Juventus           | Összesen           | 70        | 2         | 6    | 1    | 18         | 0          | 2     | 0     | 96     | 3      |
| Karrierje összesen | Karrierje összesen | 121       | 3         | 15   | 1    | 24         | 0          | 2     | 0     | 162    | 4      |

### Válogatott
2019. november 18-án lett frissítve.
| Uruguay  | Uruguay         | Uruguay |
| Év       | Pályára lépések | Gólok   |
| -------- | --------------- | ------- |
| 2017     | 4               | 0       |
| 2018     | 13              | 0       |
| 2019     | 12              | 0       |
| Összesen | 29              | 0       |

## Sikerei, díjai

### Klub
Boca Juniors
- Argentin bajnok: 2015-16, 2016-17
- Argentin kupa: 2014–15

 Juventus 
- Serie A-győztes: 2017–18, 2018–19, 2019–20
- Olasz Kupa-győztes: 2017–18, 2020–21
- Szuperkupa-győztes: 2018, 2020

 Tottenham Hotspur 
- Európa-liga-győztes: 2024–25

### Válogatott
- Uruguay U20
  - Dél-amerikai U20-as labdarúgó-bajnokság: 2017